# Зазорин, Георгий Александрович
Зазорин Георгий Александрович (29 апреля 1921, Ярославль — 8 марта 1974, Петропавловск-Камчатский) — полный кавалер ордена Славы, участник Великой Отечественной войны.

## Довоенная биография
Георгий Александрович Зазорин родился в городе Ярославль в семье служащего. В середине 1930-х годов семья переехала на станцию Реутов в Московской области, где Георгий Александрович окончил школу и поступил в речное училище, которое окончил в 1938 году. После окончания училища работал в пароходстве «Москва — Волга» рулевым на небольшом теплоходе. Затем стал штурманом.
В 1939 году Георгий Александрович Зазорин был призван в ряды РККА, направлен в Военно-Морской флот. Службу Зазорин проходил на Балтийском флоте в береговой охране.

## Участие в Великой Отечественной войне
С началом Великой Отечественной войны часть подразделений береговой охраны была расформирована. Георгий Александрович Зазорин был направлен в танковое училище, где прошёл восьмимесячные курсы подготовки механика-водителя танка.
В августе 1942 года Георгий Александрович Зазорин прибыл на фронт и был зачислен в 3-ю гвардейскую танковую бригаду 7-го танкового корпуса (с 29 декабря 1942 года — 3-й гвардейский танковый корпус). Участвовал в разгроме немецко-фашистских войск под Сталинградом, в боях на Орловско-Курской дуге, освобождал Белоруссию и Прибалтику, дошёл до Берлина.
В 1944 году вступил в КПСС.
2 мая 1944 года вблизи населённого пункта Редиу (город Тыргу-Фрумос, Румыния) Зазорин вместе с экипажем поджёг танк противника. В этом же бою под перекрёстным огнём неприятеля сумел починить подбитый танк и снова вступить в бой и уничтожить ещё одну боевую единицу противника.
Приказом от 15 мая 1944 года гвардии старшина Зазорин Георгий Александрович награждён орденом Славы 3-й степени.
29 июля 1944 года в бою северо-западнее города Каунас (Литва) танковый экипаж гвардии старшины Зазорина возглавил отражение контратаки немецко-фашистских войск. На большой скорости танк протаранил боевые порядки врагов, уничтожив более 150 фашистских солдат. Продолжая атаку, Зазорин повёл свой «Т-34» дальше прямо на огневые позиции врага и с ходу подавил два противотанковых орудия и миномёт.
Приказом от 22 сентября 1944 года гвардии старшина Зазорин Георгий Александрович награждён орденом Славы 2-й степени.
В ночь с 24 на 25 февраля 1945 года части 3-го гвардейского танкового корпуса прорвали очередную линию обороны противника севернее населённого пункта Бишофсвальде. Экипаж Зазорина уничтожил самоходное орудие и больше десятка солдат. Преследуя противника, боевая машина гвардии старшины Зазорина всё время шла впереди. При освобождении населённых пунктов Штегеро, Лоозен (7-13 км восточнее и северо-восточнее города Хаммерштайн, Германия, ныне Чарне, Польша) экипаж разбил 2 орудия и уничтожил свыше 20 солдат. Пять дней машина Зазорина почти не выходила из боя.
Указом Президиума Верховного Совета СССР от 10 апреля 1945 года за исключительное мужество, отвагу и бесстрашие, проявленные на заключительном этапе Великой Отечественной войны в боях с гитлеровскими захватчиками, гвардии старшина Зазорин Георгий Александрович награждён орденом Славы 1-й степени и стал полным кавалером ордена орденом Славы.
В 1947 году Георгий Александрович Зазорин был демобилизован. Он уехал на Дальний Восток, где всю жизнь прожил в городе Петропавловск-Камчатский. Работал судоводителем в порту.
Георгий Александрович Зазорин скончался 8 марта 1974 года.

## Награды
- Орден Славы 3-й степени (15 мая 1944) — за мужество и отвагу, проявленные в боях
- Орден Славы 2-й степени (22 сентября 1944) — за мужество и отвагу, проявленные в боях
- Орден Славы 1-й степени (10 апреля 1944) — за исключительное мужество, отвагу и бесстрашие, проявленные на заключительном этапе Великой Отечественной войны в боях с гитлеровскими захватчиками
- Орден Отечественной войны 2-й степени
- Медали, в том числе:
  - «За победу над Германией»[1]